# La Florida, Colombia
La Florida är en ort i Colombia.   Den ligger i departementet Nariño, i den sydvästra delen av landet, 500 km sydväst om huvudstaden Bogotá. La Florida ligger 2 185 meter över havet och antalet invånare är 2 882.
Terrängen runt La Florida är kuperad åt nordost, men åt sydväst är den bergig. Runt La Florida är det tätbefolkat, med 286 invånare per kvadratkilometer. Närmaste större samhälle är Pasto, 16,8 km sydost om La Florida. Omgivningarna runt La Florida är en mosaik av jordbruksmark och naturlig växtlighet.